# 特別展マンモスYUKA
特別展マンモスYUKA（とくべつてん マンモス ユカ）またはマンモスyuka展（マンモス ユカてん）は、ほぼ完全な状態で発掘されたケマンモス（ケナガマンモス）「YUKA（ユカ）」の全身冷凍保存標本を世界で初めて一般公開した、日本の展示イベント。2013年7月13日から9月16日まで、神奈川県横浜市横浜みなとみらい21地区のパシフィコ横浜において開催された。
この特別展では、「奇跡の大発見」と言われているユカをはじめとする貴重な標本や資料が、ロシア連邦サハ共和国科学アカデミーの協力によって展示された。同時展示物に含まれていたのは、やはり世界初公開となったケサイの「KOLYMA（コリマ）」の大型冷凍標本、マンモスの全身骨格、マンモスの毛・骨・牙などに実際に触れることができるディスプレイ、”マンモスハウス”の復元物などである。また、『ギャートルズ』のキャラクターが展示会場内のパネルや関連商品で使用された。

## 展示

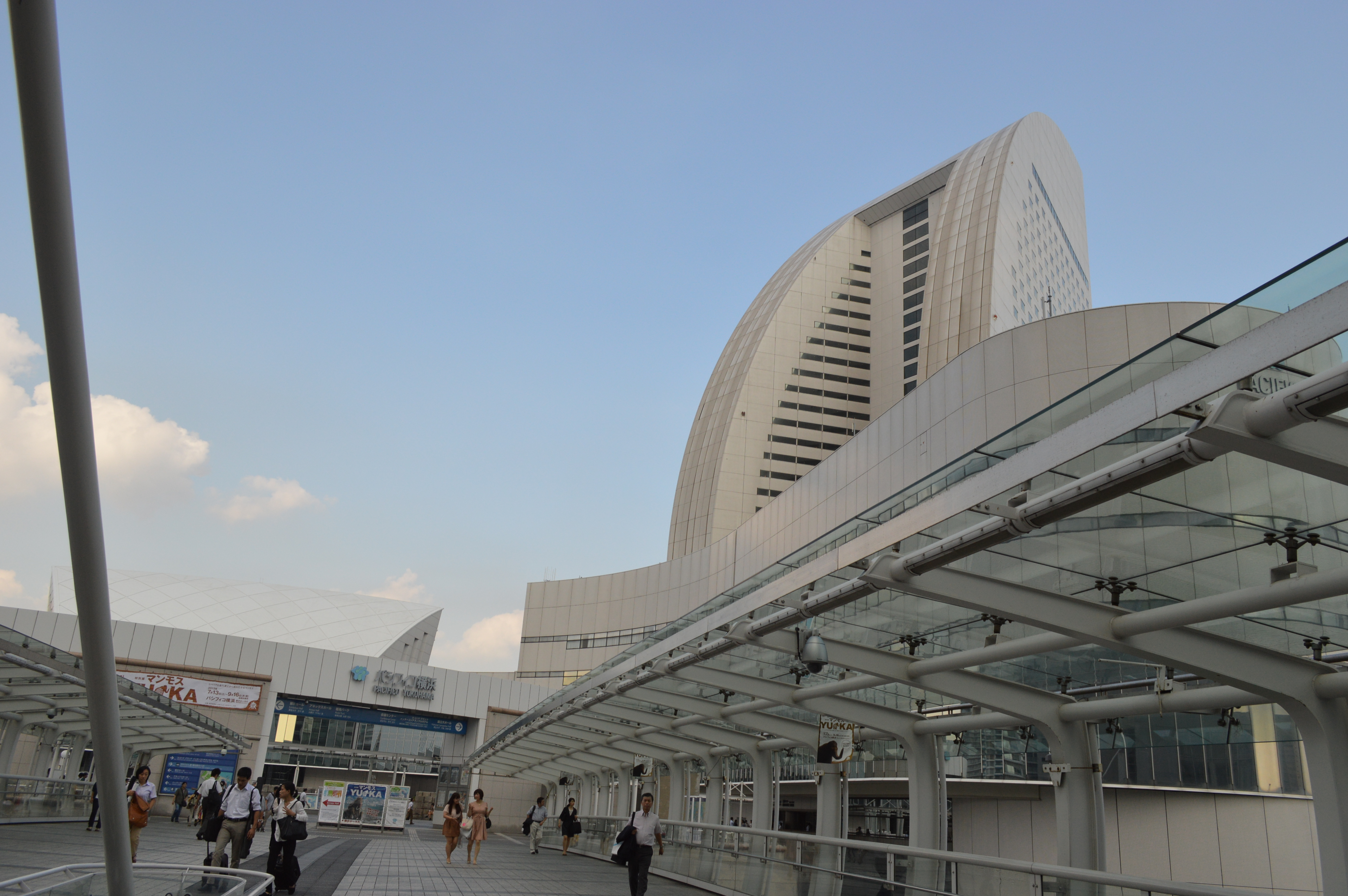
特別展マンモスYUKA開催中のパシフィコ横浜 (クイーンズスクエア横浜側より撮影)

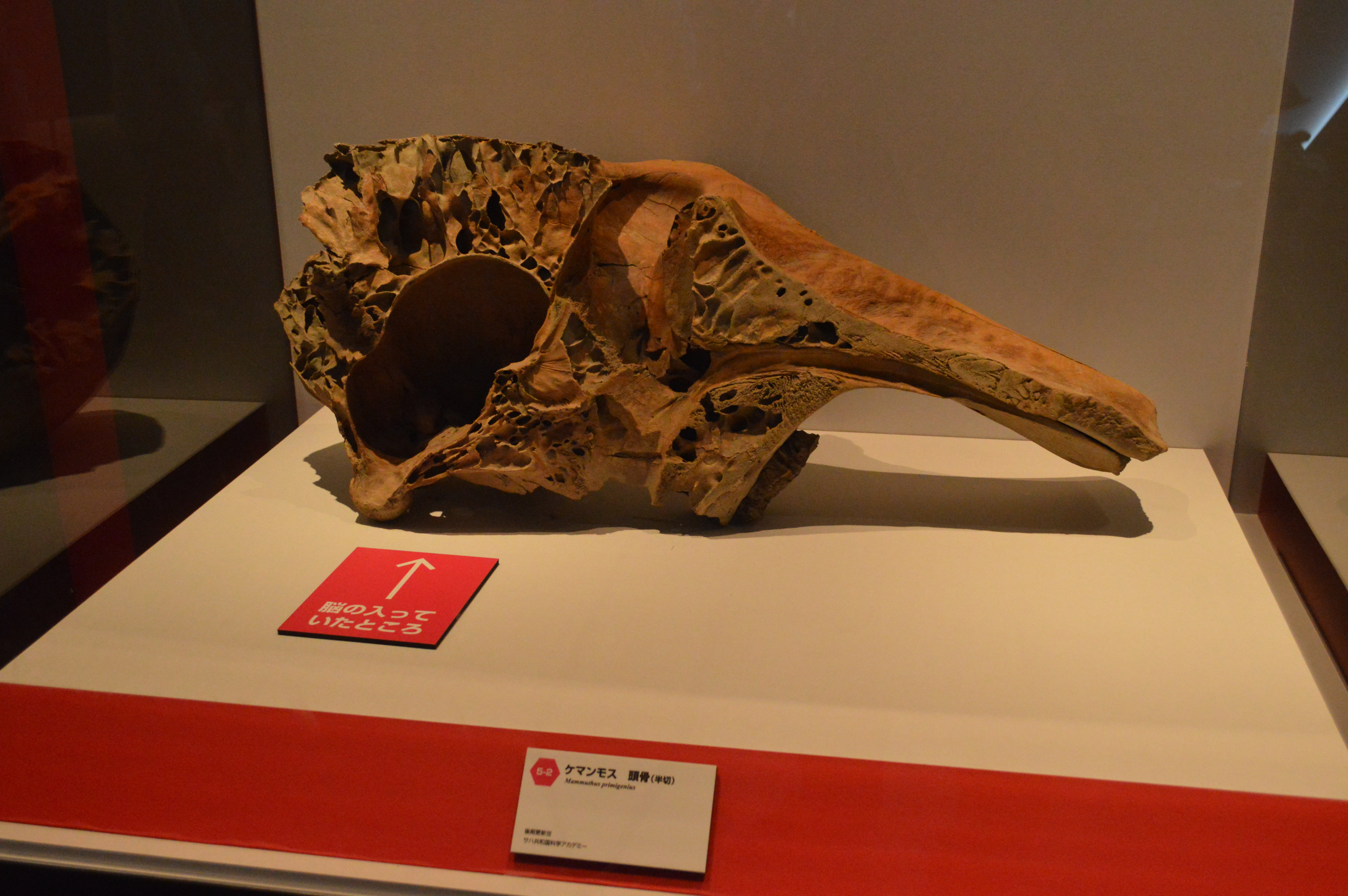
ユカと同種のケマンモスの頭骨 (半切り) - 空洞部に脳が入っていた

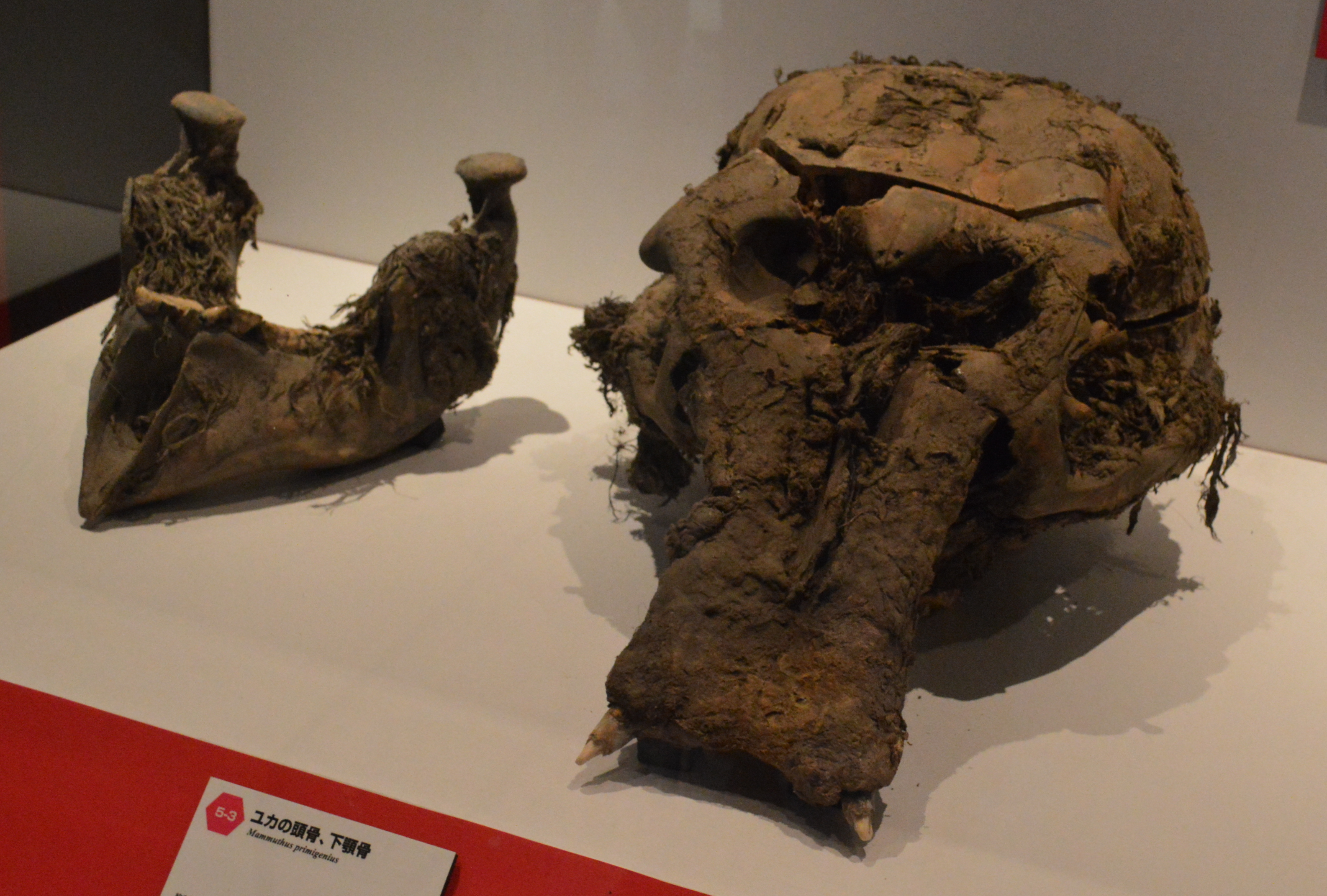
脳摘出後のユカの頭骨と下顎骨 - 頭骨には脳摘出時の切れ目が見える

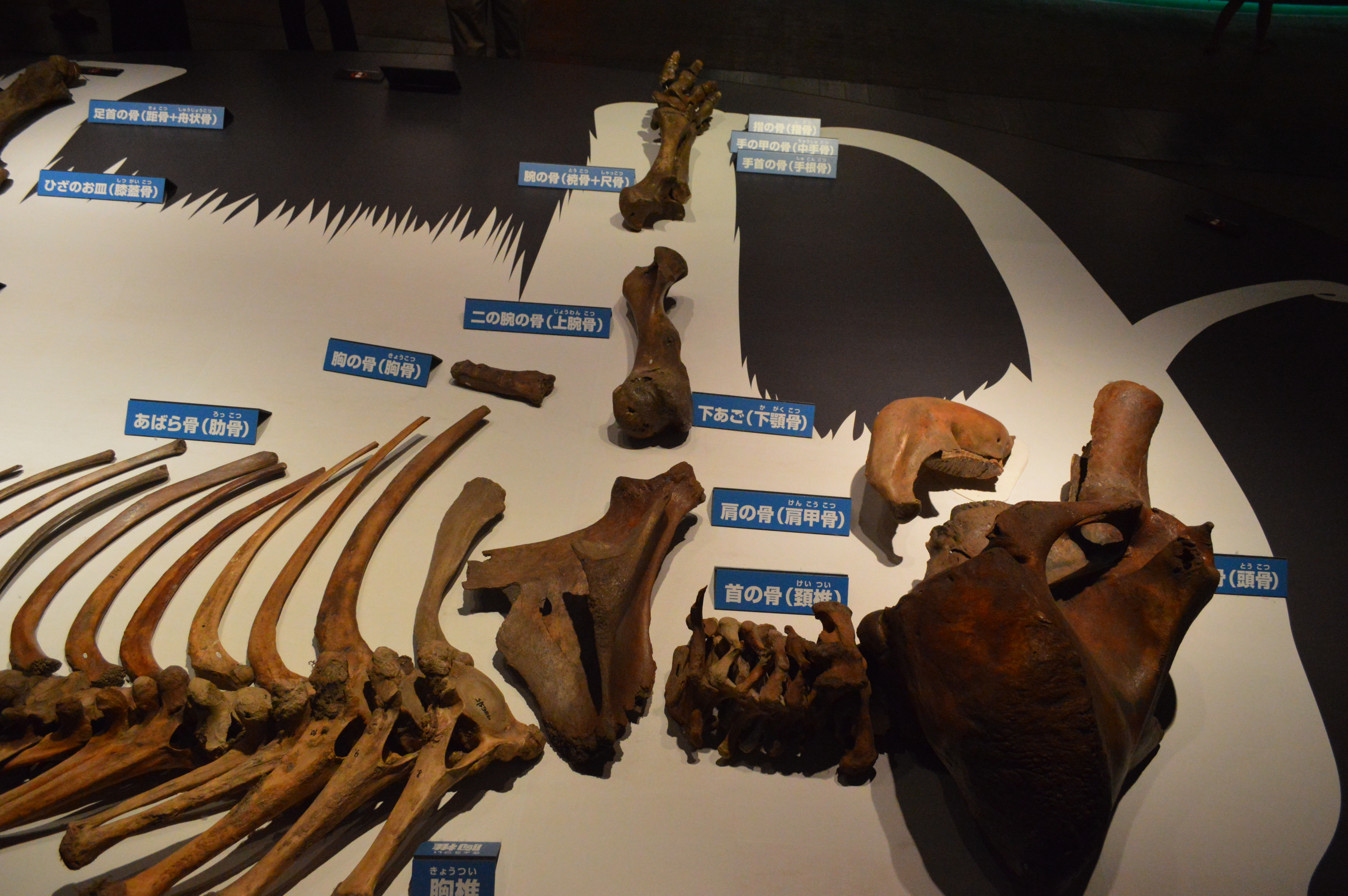
マンモスの骨格標本

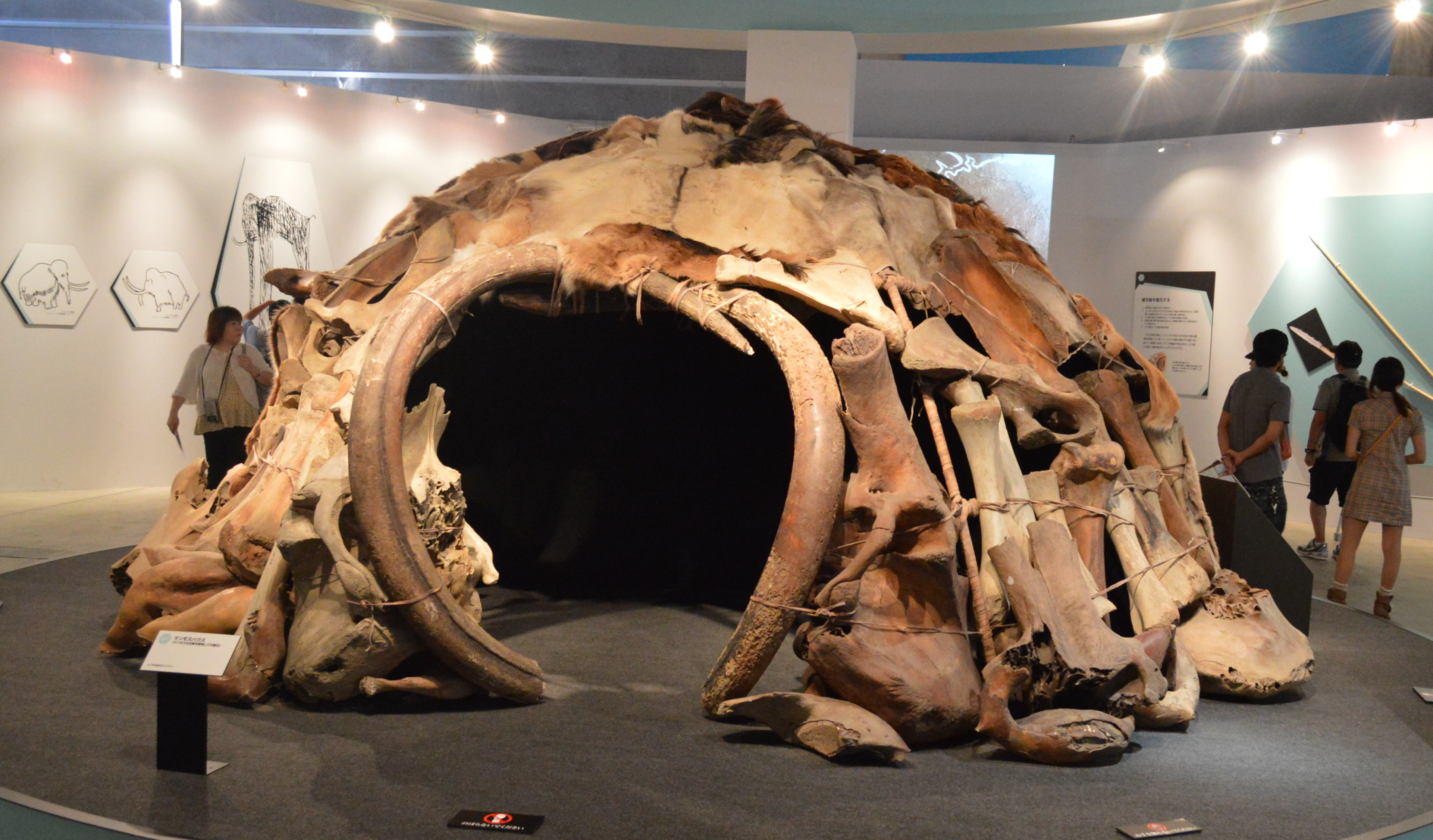
本物のマンモスの骨と牙を使用して復元されたマンモスハウス

特別展マンモスYUKAは、神奈川県横浜市のみなとみらい地区にあるパシフィコ横浜の展示ホールAで行われた。横浜が選ばれたのは、観光地として多くの集客を見込めそうだという理由からである。
2013年7月9日、ケマンモスの YUKA (ユカ) の全身冷凍保存標本と、ケサイの KOLYMA (コリマ) の大型冷凍保存標本が展示会場に到着した。そして、開梱直後にその場で税関検査が行われた後、展示用の専用冷凍ケースに入れられた。
2013年7月13日、特別展マンモスYUKAが開始となった。
展示会場内を回りながら聴くことができる音声ガイド（一般向け・ジュニア向けの2種、約30分、入場料とは別料金）もオプションで貸し出され、そのナビゲーターを山口智充、解説ナレーションを恒松あゆみが務めた。
出口付近には専用ギフトショップと、『ギャートルズ』のキャラクターが描かれた顔ハメ看板が設置された。ギフトショップでは『ギャートルズ』のキャラクター・グッズを含む特別展マンモスYUKA関連商品が販売された。なお、特別展マンモスYUKAの公式カタログはオンラインでも購入可能である。
展示会場内では3か所（ユカ本体、コリマ本体、『ギャートルズ』の原画）のみ撮影が禁止された。

### YUKA (ユカ)
2010年、シベリアの永久凍土の中から全長約3メートルのマンモスが発掘された。”彼女”は発見場所であるロシア連邦サハ共和国の地域名「ユカギル」にちなんで「Yuka（ユカ）」と命名された。「ユカ」は日本語の女性名のようにも聞こえるが、その命名は日本での展示とは無関係である。
ケマンモス (Mammuthus primigenius) は約1万年前に絶滅したが、ユカは約3万9000年前に生息していた個体だと見られている。死亡時の推定年齢が10歳のメスであるユカは、天然の冷凍庫ともいうべき環境で保存されていたため、豊かな体毛、柔らかい肉、長い鼻、尾、四肢などに加え、内臓よりも腐りやすいとされる脳もほぼ完全な状態で残っていた。保存状態が良好な絶滅動物の標本としては「世界最大クラス」である。しかし、頭骨、肋骨、下あご、内臓は発見時にはすでに抜け落ちていたことから、生存時の正確な体格は不明である。ライオンがユカを仕留めた後、人間に横取りされたのではないかという見解もある。
特別展マンモスYUKAでは、ユカの全身冷凍保存標本（頭骨と下顎骨を除く）が常時氷点下15度に保たれた冷凍ケース内で展示された。
ユカの脳は2012年2月にすでに摘出されて研究中であり、日本には搬入されなかったが、その摘出過程のドキュメント映像が展示会場で流された。脳の摘出痕が見られる頭骨と下顎骨は別の透明ケース内に入れられ、ユカ本体の向かい側に設置された（こちらは撮影可）。

### KOLYMA (コリマ)
2007年、ユカと同時代の3万9千年前に生息していたと見られるケサイ（ケブカサイ）のメスの個体が発見され、その発見場所がコリマ川下流だったことから「KOLYMA (コリマ)」と名づけられた。死亡時の推定年齢は20歳である。ケサイも絶滅種であり、その存在は従来、壁画や骨格標本でしか確認されていなかった。ケサイは群れで行動することがなく、絶対的な個体数もマンモスより少なかったと見られていることから、コリマも貴重な冷凍標本である。
なお、コリマの場合、ユカとは異なり、背骨と肋骨がきちんと残っており、生存時の”丸み”が保たれていた。

### ギャートルズ関連
『ギャートルズ』のキャラクターが展示物の説明パネルや出口付近の”顔出しパネル”で使用された。また、『ギャートルズ』の原画も出口付近で展示された。

### その他の展示物
ユカとコリマの他に展示されたのは、”マンモスハウス”のレプリカ、ゾウやマンモスなどの骨格標本比較ディスプレイなど合計約100点ないし150点である。その中には、来場客がマンモスの毛、牙、歯、大腿骨に直接触れることができるディスプレイや、人間とマンモスの関係を説明するパネル、マンモスの絶滅やクローン研究に関する成果報告なども含まれていた。
マンモスハウスは、本物のマンモスの骨と牙を使用して復元したものである。実物は直径5メートル、高さ3メートルあったという。人間はマンモスの肉を食したのみでなく、腱を紐として利用したり、骨や牙や皮を住居の素材として使用するなど、身体全体を無駄なく消費していたらしい。当時使われていた骨角器も同時展示された。
また、ユカの発掘に関するドキュメンタリー映像も会場内で流された。

## マーケティングと観客動員数

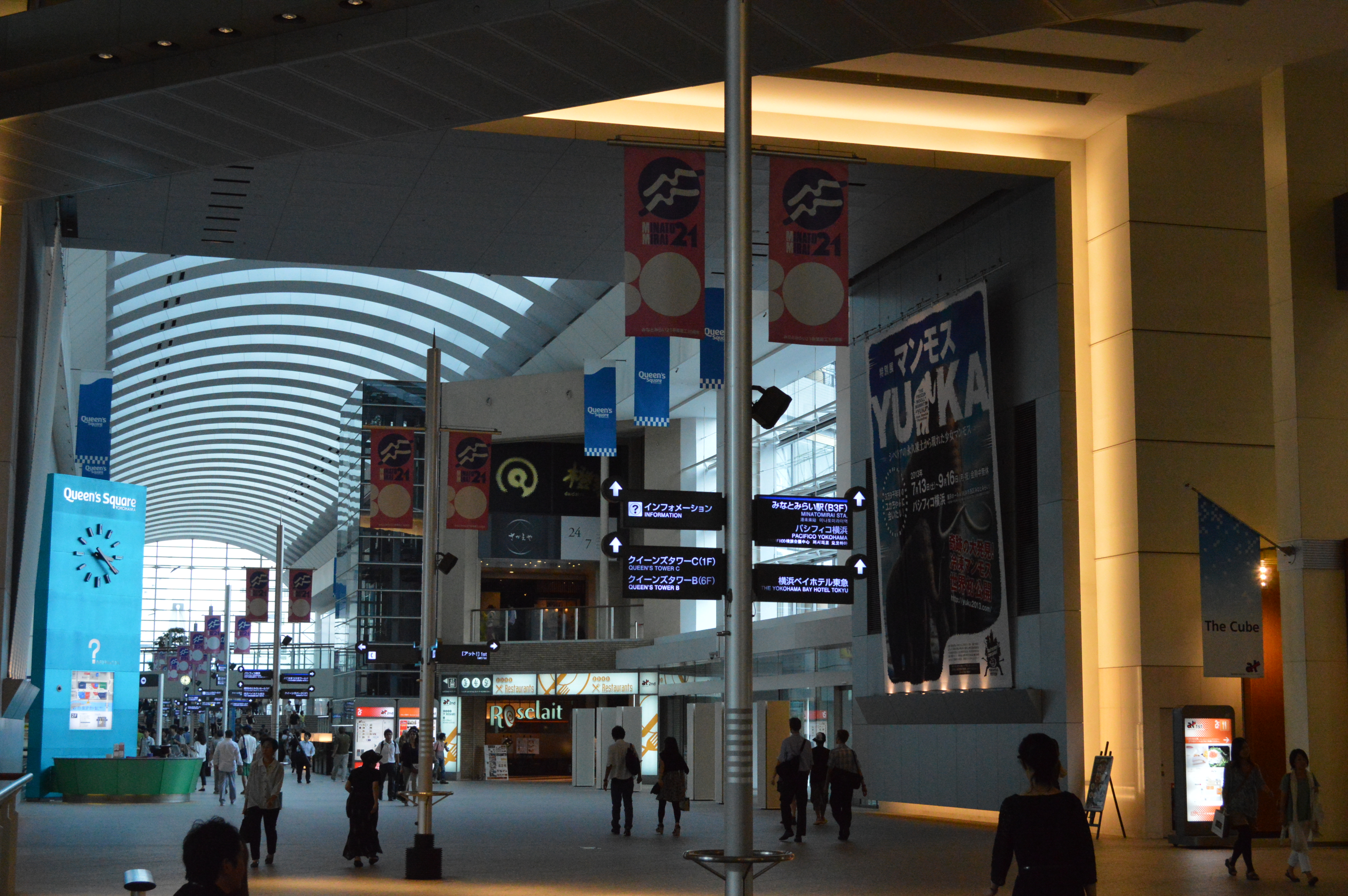
特別展マンモスYUKA開催中のクイーンズスクエア横浜内2階通路

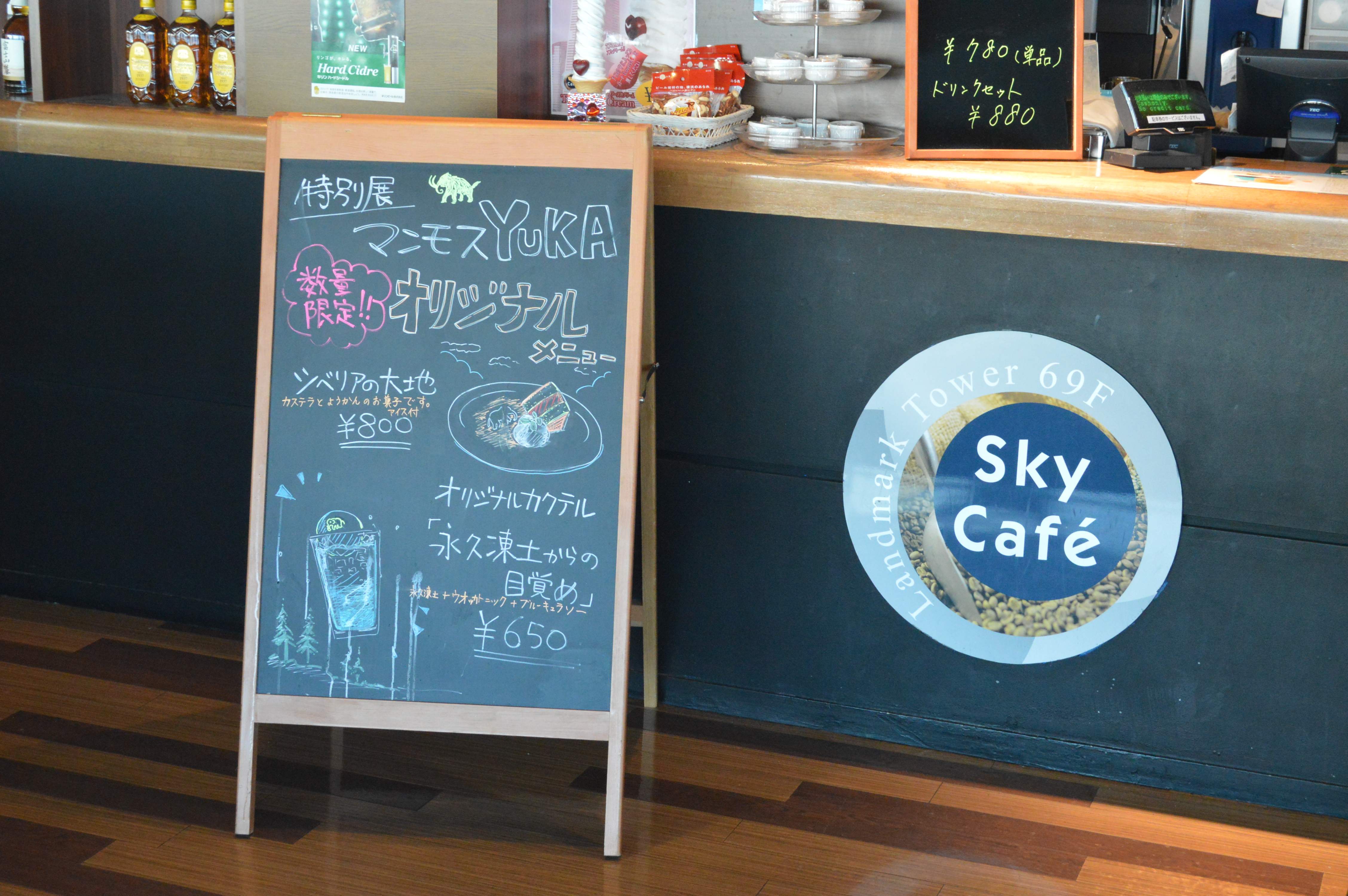
スカイカフェの特別展マンモスYUKA限定メニュー

ロックバンドのMAN WITH A MISSIONが”公式サポーター”を務め、特別展マンモスYUKAの開催初日に現場に駆けつけた。
入場チケットは、一般（高校生以上）向けが2200円（前売り1800円）、小・中学生向けが1200円（前売り900円）であった。公式ページのプリントアウトを持参すると割引になったり、ファーストネームに「ゆ」と「か」の両方が含まれる人も割引料金で入場できた。また、横浜ランドマークタワーとのコンボ割引券には、スカイガーデン（69階の展望フロア）の｢スカイカフェ｣で使用できる無料ドリンク券が付いていた。
スカイカフェでは、特別展マンモスYUKAとタイアップした限定メニュー（デザート「シベリアの大地」とドリンク「永久凍土からの目覚め」）も用意された。
さらに、展示会場周辺のホテルやレストランなどでは、入場チケットの半券を見せることによって割引が得られた。
500枚限定の”ギャートルズ「肉」キーホルダー付チケット”（料金は前売り券と同じ）およびギャートルズグッズも販売された。
展示会場内（出口付近）の”マンモスカフェ”で「ギャートルズ 骨付きマンモス肉」を購入すると「ギャートルズの飛び出すカード」がもらえるというキャンペーンも行われた。
2013年7月13日、『地球サイエンスミステリー 幻の冷凍マンモスを追え! 奇跡の大発見YUKA世界初公開』と題した特別番組がBS日テレで放送され、高田延彦と濱田龍臣がナビゲーターを務めた。同番組は8月22日に再放送された。
2013年8月23日、オリジナル商品のオンライン販売が始まった。
開催者側は50万人の観客を見込んでいた。2013年8月23日に20万人、9月12日に30万人の観客動員数を達成した。